# Гран-при Квебека
Гран-при Квебека (фр. Grand Prix Cycliste de Québec) — ежегодная однодневная велогонка, проходящая по улицам одноимённого канадского города.

## История
Как и Гран-при Монреаля, проходящий через 2 дня, квебекская гонка впервые была организована в рамках UCI ProTour чтобы расширить географию соревнований за счёт Северной Америки. Первая гонка прошла 10 сентября 2010 года, её победителем стал француз Томас Фёклер. Гонка состояла из 15 кругов по 12,6 километра. Через год гонка вошла в новый календарь нового турнира UCI World Tour, протяжённость дистанции увеличилась на один круг, а победу одержал бельгиец Филипп Жильбер.

## Маршрут
Гран-при Квебека не похож на многие однодневные гонки, со «старт-финишем» в одной точке и кольцевым маршрутом. Дистанция гонки состоит из одного круга, который гонщики проходят несколько раз. В дебютном 2010 году это было 15 кругов с общим набором высоты 2790 метров. С 2011 года дистанция увеличилась на 1 круг и стала составлять 16 кругов, а общий набор высоты 2976 метров.
Сам круг, из которого состоит маршрут, пролегает в Старом Квебеке и включает четыре премиальных подъёма на которых разыгрывается горная классификация гонки. Дистанция хорошо подходит для горняков и панчеров, так как финиш гонки, расположенный на исторической улице Grande Allée, совпадает с вершиной последнего подъёма со средним градиентом 4%. После старта и первых четырёх километров гонщиков ждёт технический спуск с Côte Gilmour протяжённостью около километра с градиентом более 10% и двумя левыми поворотами на 90 градусов каждый. После этого трасса идёт по бульвару Шамплейн вдоль реки Святого Лаврентия где предстоит преодолеть 4 км по равнине подверженных ветру. После этого начинаются категорийные подъёмы. Общий вертикальный подъём за круг составляет 186 метров.
| № | Название                       | Км от старта | Протяжённость (м) | Средний % |
| - | ------------------------------ | ------------ | ----------------- | --------- |
| 1 | côte de la Montagne            | 9            | 375               | 10%       |
|   | с участком                     |              | 165               | 13%       |
| 2 | côte de la Potasse             | 10           | 420               | 7%        |
| 3 | côte de la Fabrique            | 11           | 190               | 9%        |
| 4 | montée vers la ligne d'arrivée | 11           | 1000              | 4%        |

## Призёры

### Генеральная классификация
| Год  | Победитель     | Второй                | Третий               |          |
| ---- | -------------- | --------------------- | -------------------- | -------- |
| 2010 | Томас Фёклер   | Эдвальд Боассон Хаген | Роберт Гесинк        |          |
| 2011 | Филипп Жильбер | Роберт Гесинк         | Ригоберто Уран       |          |
| 2012 | Саймон Герранс | Грег Ван Авермат      | Руй Кошта            |          |
| 2013 | Роберт Гесинк  | Артур Вишо            | Грег Ван Авермат     |          |
| 2014 | Саймон Герранс | Том Дюмулен           | Рамунас Навардаускас |          |
| 2015 | Ригоберто Уран | Майкл Мэттьюс         | Александер Кристофф  |          |
| 2016 | Петер Саган    | Грег Ван Авермат      | Антони Ру            |          |
| 2017 | Петер Саган    | Грег Ван Авермат      | Майкл Мэттьюс        |          |
| 2018 | Майкл Мэттьюс  | Грег Ван Авермат      | Яспер Стёйвен        |          |
| 2019 | Майкл Мэттьюс  | Петер Саган           | Грег Ван Авермат     |          |
| 2020 | отменено       | отменено              | отменено             | отменено |
| 2021 | отменено       | отменено              | отменено             | отменено |
| 2022 | Бенуа Конфруа  | Майкл Мэттьюс         | Биньям Гирмай        |          |
| 2023 | Арно Де Ли     | Корбин Стронг         | Майкл Мэттьюс        |          |
| 2024 | Майкл Мэттьюс  | Биньям Гирмай         | Руди Молар           |          |

### Вторичные классификации
| Год  | Горная             | Канадский гонщик  |
| ---- | ------------------ | ----------------- |
| 2010 | Фульсанг, Якоб     | Хешедаль, Райдер  |
| 2011 | Эррада, Хесус      | Бэрри, Майкл      |
| 2012 | Ланглуа, Бруно     | Паризьен, Франсуа |
| 2013 | Машаду, Тьягу      | Хешедаль, Райдер  |
| 2014 | Таннер, Давид      | Андерсон, Райан   |
| 2015 | Рот, Райн          | Хешедаль, Райдер  |
| 2016 | Москон, Джанни     | Буавен, Гийом     |
| 2017 | Пёстлбергер, Лукас | Буавен, Гийом     |
| 2018 | Кеннах, Питер      | Буавен, Гийом     |